# Валерія Пулідо
Валерія Пулідо (ісп. Valeria Pulido; нар. 1 січня 1990) — колишня мексиканська тенісистка.
Найвищу одиночну позицію світового рейтингу — 418 місце досягла 26 травня 2008, парну — 341 місце — 28 квітня 2008 року.
Здобула 2 одиночні та 5 парних титулів туру ITF.

## Фінали ITF
| Турніри $25,000 |
| Турніри $10,000 |

### Одиночний розряд (2–1)
| Результат | Ранг | Дата            | Турнір                  | Покриття | Суперниця         | Рахунок          |
| --------- | ---- | --------------- | ----------------------- | -------- | ----------------- | ---------------- |
| Поразка   | 1.   | 2 жовтня 2005   | Морелія, Мексика        | Тверде   | Кейті Ракерт      | 3–6, 3–6         |
| Перемога  | 1.   | 10 вересня 2007 | Тампіко, Мексика        | Тверде   | Естафанія Грасіун | 6–1, 7–6(2)      |
| Перемога  | 2.   | 6 квітня 2008   | Сьюдад Обрегон, Мексика | Тверде   | Енн Єлсі          | 6–2, 6–7(3), 6–2 |

### Парний розряд (5–3)
| Результат | Ранг | Дата              | Турнір                         | Покриття | Партнерка               | Суперниці                             | Рахунок       |
| --------- | ---- | ----------------- | ------------------------------ | -------- | ----------------------- | ------------------------------------- | ------------- |
| Перемога  | 1.   | 27 вересня 2005   | Морелія, Мексика               | Тверде   | Даніела Муньос Галлегос | Ольга Брозда Jessica Williams         | 6–2, 6–0      |
| Поразка   | 1.   | 24 вересня 2006   | Гвадалахара (Мексика), Мексика | Ґрунт    | Александра Дулгеру      | Бетіна Хосамі Даніела Муньос Галлегос | 5–7, 4–6      |
| Перемога  | 2.   | 23 квітня 2007    | Обрегон, Мексика               | Тверде   | Даніела Муньос Галлегос | Лорена Аріас Еріка Кларке             | 6–3, 3–6, 6–1 |
| Поразка   | 2.   | 7 травня 2007     | Масатлан, Мексика              | Тверде   | Даніела Муньос Галлегос | Кортні Негл Робін Стівенсон           | 5–7, 4–6      |
| Перемога  | 3.   | 28 травня 2007    | Монтеррей, Мексика             | Тверде   | Даніела Муньос Галлегос | Домініка Дьєшкова Кортні Негл         | 6–3, 0–6, 6–3 |
| Перемога  | 4.   | 17 вересня 2007   | Чіуауа (місто), Мексика        | Ґрунт    | Даніела Муньос Галлегос | Меліса Міранда Hilda Zuleta Cabrera   | 7–6(1), 7–5   |
| Поразка   | 3.   | 19 листопада 2007 | Мехіко                         | Тверде   | Даніела Муньос Галлегос | Суріна Де Беер Россана де лос Ріос    | 3–6, 1–6      |
| Перемога  | 5.   | 10 грудня 2007    | Гавана, Куба                   | Тверде   | Даніела Муньос Галлегос | Ліза-Марія Мозер Ніколь Роттманн      | 6–3, 6–4      |